# Kościół św. Wojciecha w Krakowie (Rynek Główny)
Kościół św. Wojciecha – zabytkowy rzymskokatolicki kościół rektoralny znajdujący się na Rynku Głównym w Krakowie. Pierwotnie romański z początku XI wieku, w obecnej formie z końca XI wieku. W 1618 roku nadbudowany w stylu barokowym.

## Historia
Wedle tradycji w tym miejscu miał głosić kazania św. Wojciech, a na pamiątkę tego wydarzenia miał powstać drewniany kościółek. Wezwanie może sugerować wzniesienie kościoła niedługo po kanonizacji św. Wojciecha co nastąpiło w 999 roku. Podczas badań archeologicznych odsłonięto pod obecną budowlą relikty wcześniejszego murowanego kościoła z początku XI wieku, a więc czasów Bolesława Chrobrego. Kościół ten zastąpił kolejny kościół romański z końca XI wieku, a więc z czasów Bolesława Śmiałego. Partie jego murów są widoczne w dolnych częściach obecnego kościoła.  
W 1404 roku, dzięki bp. Piotrowi Wyszowi Radolińskiemu, kościół został prebendą uniwersytecką. W 1453 wygłaszał tu swoje kazania Jan Kapistran. Na latach 1611-1618 kościół został przebudowany w stylu barokowym: podwyższono ściany kościoła, całość budowli nakryto kopułą, otynkowano romańskie mury oraz wybudowano od strony zachodniej nowe wejście. Przebudową kierowali prof. Walenty Fontana oraz ks. Sebastian Mirosz. W 1711 roku dobudowano zakrystię, w 1778 – kaplicę bł. Wincentego Kadłubka. 
Budynek jest jednonawowy, nakryty eliptyczną kopułą, z prosto zamkniętym prezbiterium. Do nawy przylegają dwie nisze (pastoforia). Od północy do kościoła przylega zakrystia w formie zbliżonej do półkolistej absydy, od południa – prostokątna kaplica Kadłubka. Do wnętrza świątyni prowadzi późnobarokowy portal (2. połowa XVIII). Wyposażenie wnętrza jest barokowe, z ok. połowy XVIII wieku. W ołtarzu głównym znajduje się XVII-wieczną kopię obrazu Matki Boskiej Większej. Kopuła jest współcześnie polichromowana przez Eugeniusza Czuhorskiego. W tęczy wisi XV-wieczny krucyfiks. Kaplica ma sklepienie kolebkowe z lunetami, znajduje się w niej obraz Kadłubka przypisywany Szymonowi Czechowiczowi. 
W podziemiach kościoła znajduje się ekspozycja związana z historią Rynku.

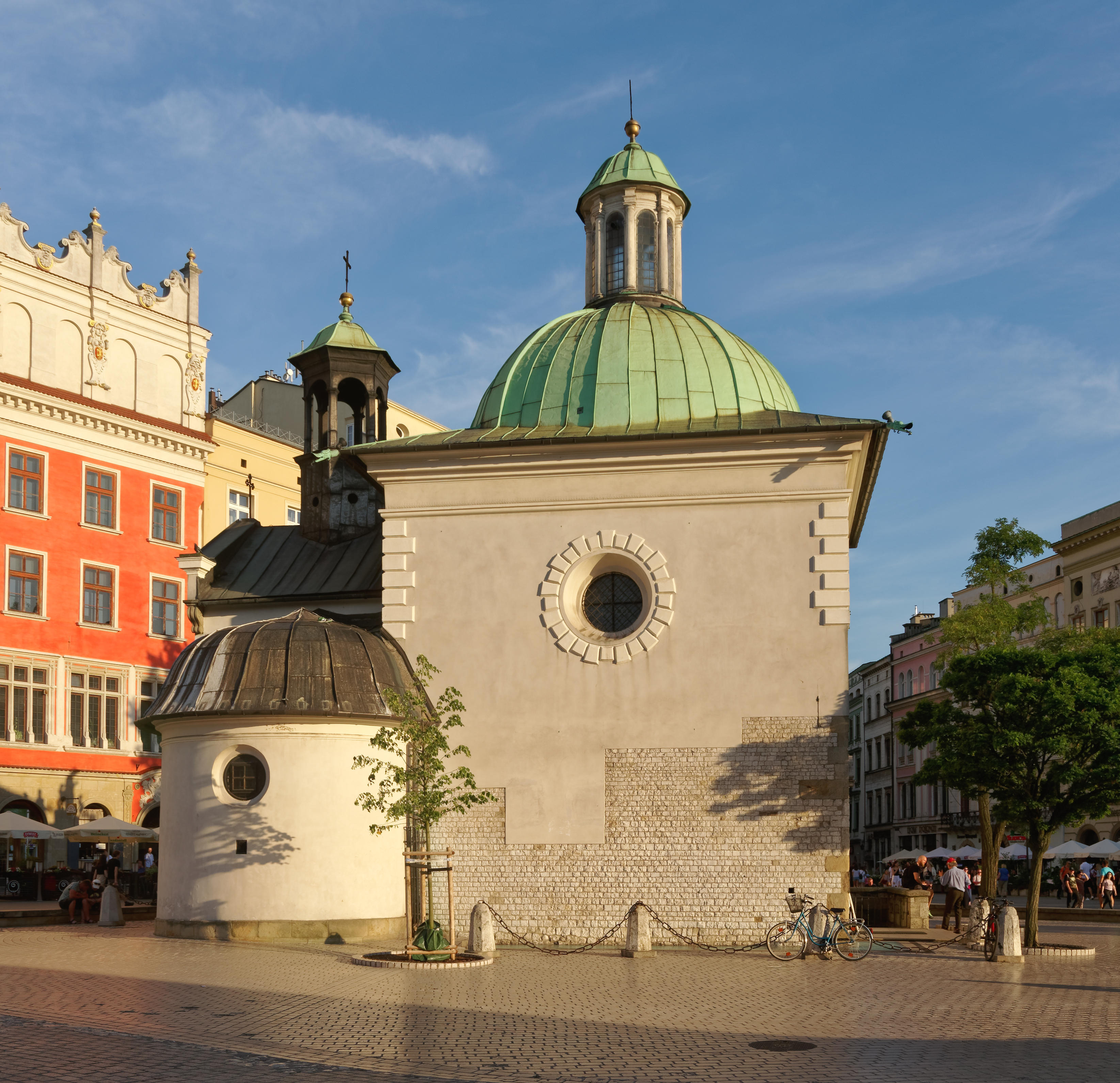
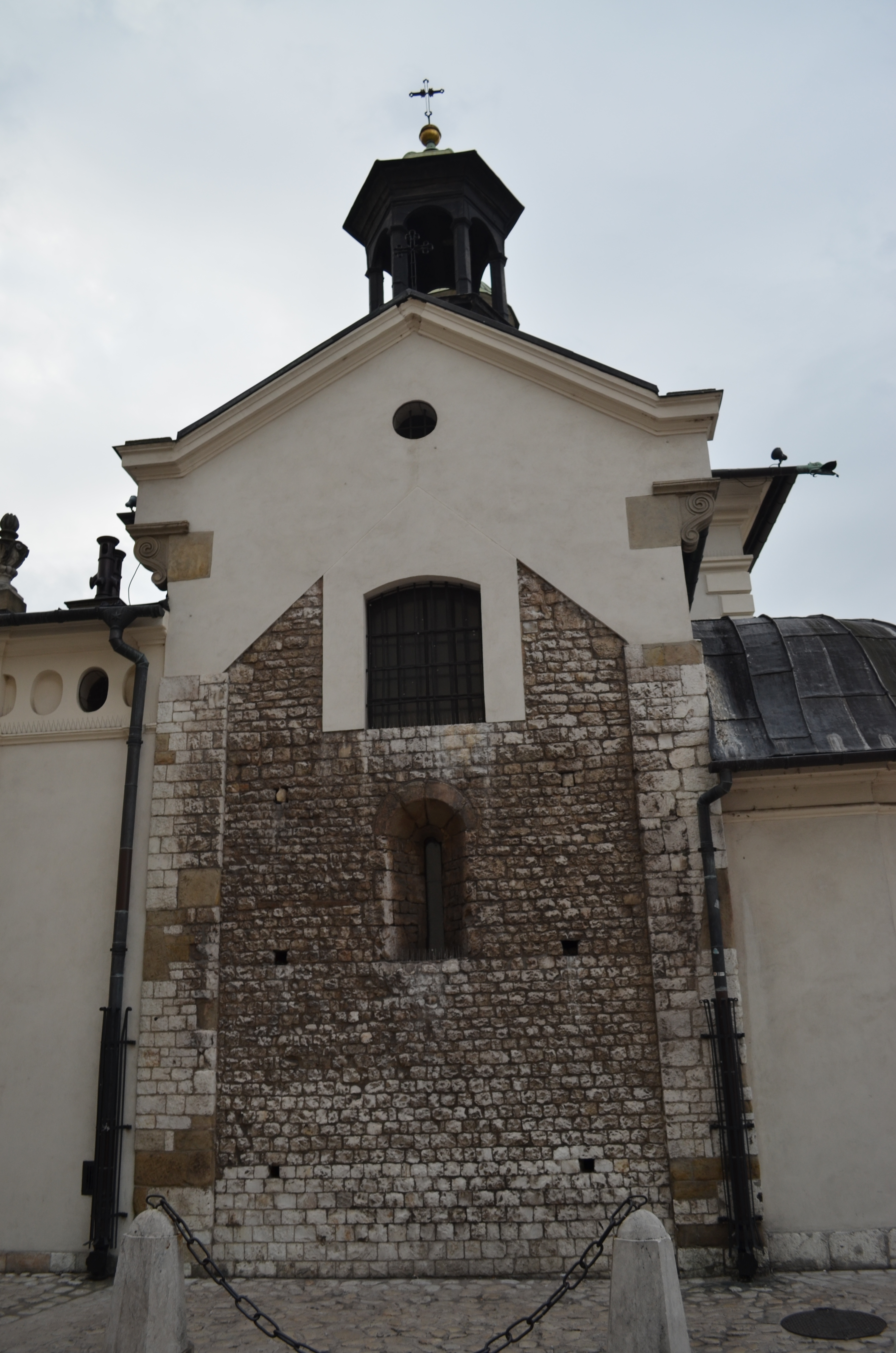
Ściana romańska z XI wieku
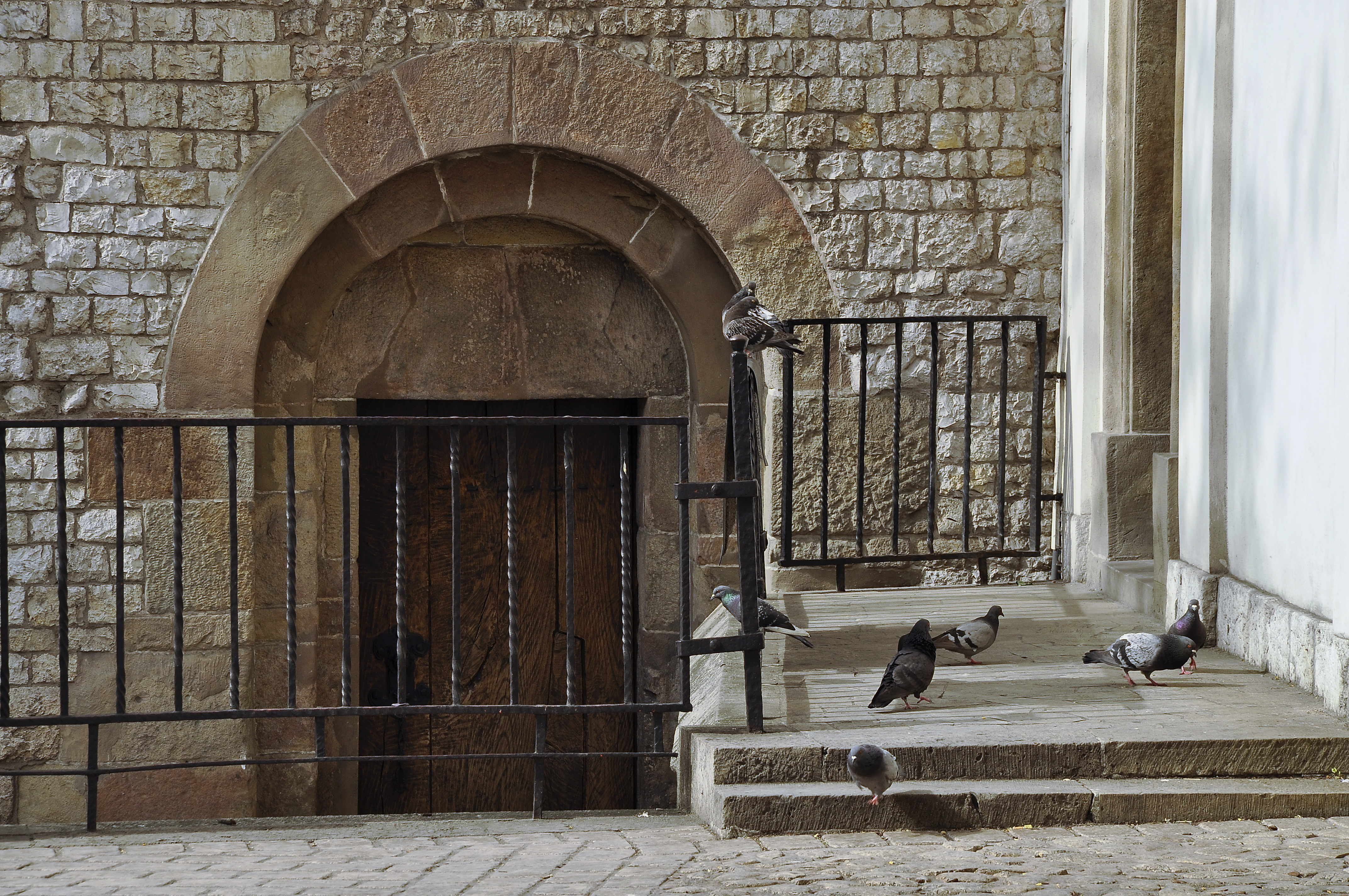
Portal romański z XI wieku
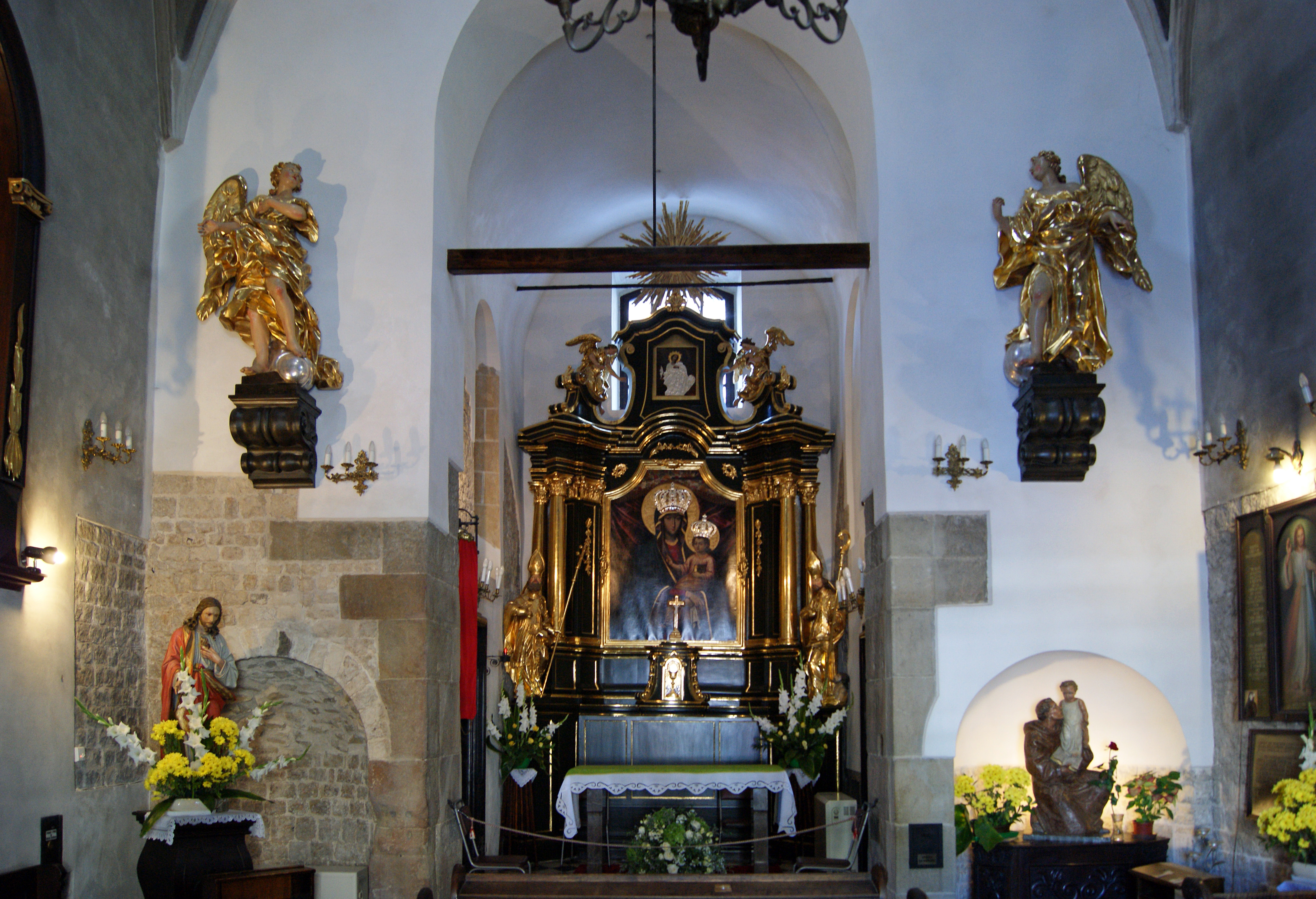
Wnętrze kościoła
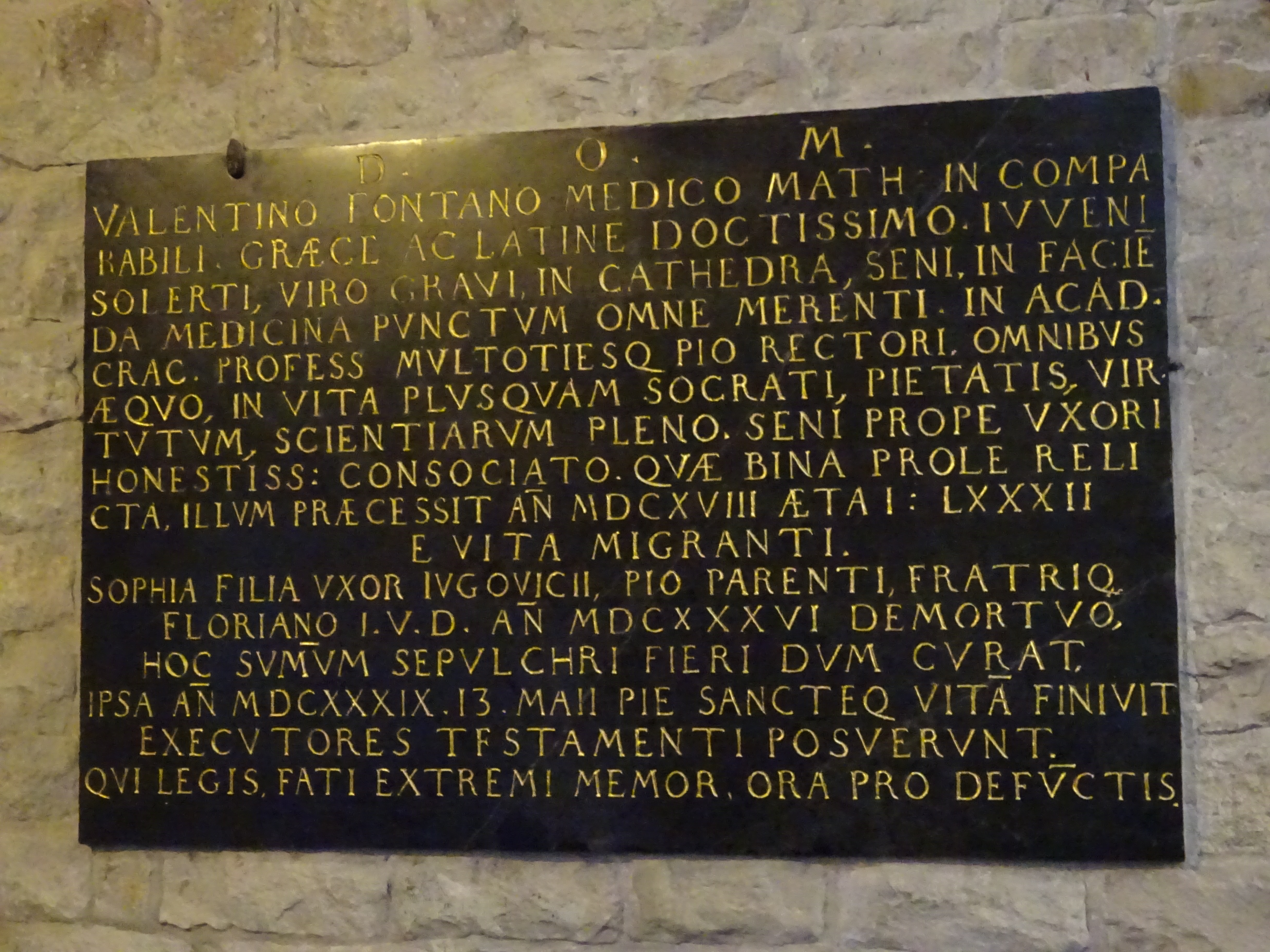
Epitafium grobowe Walentego Fontany
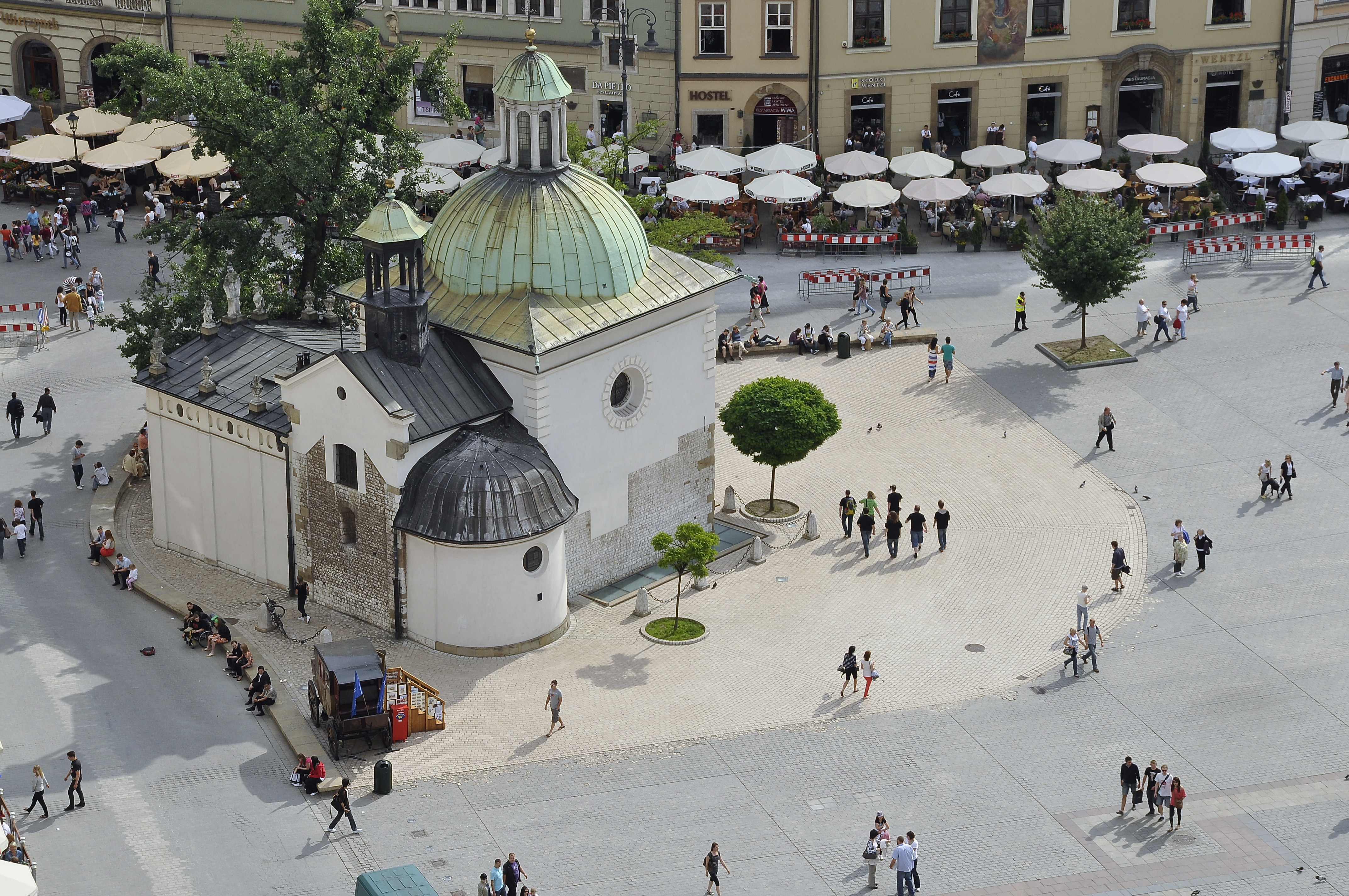
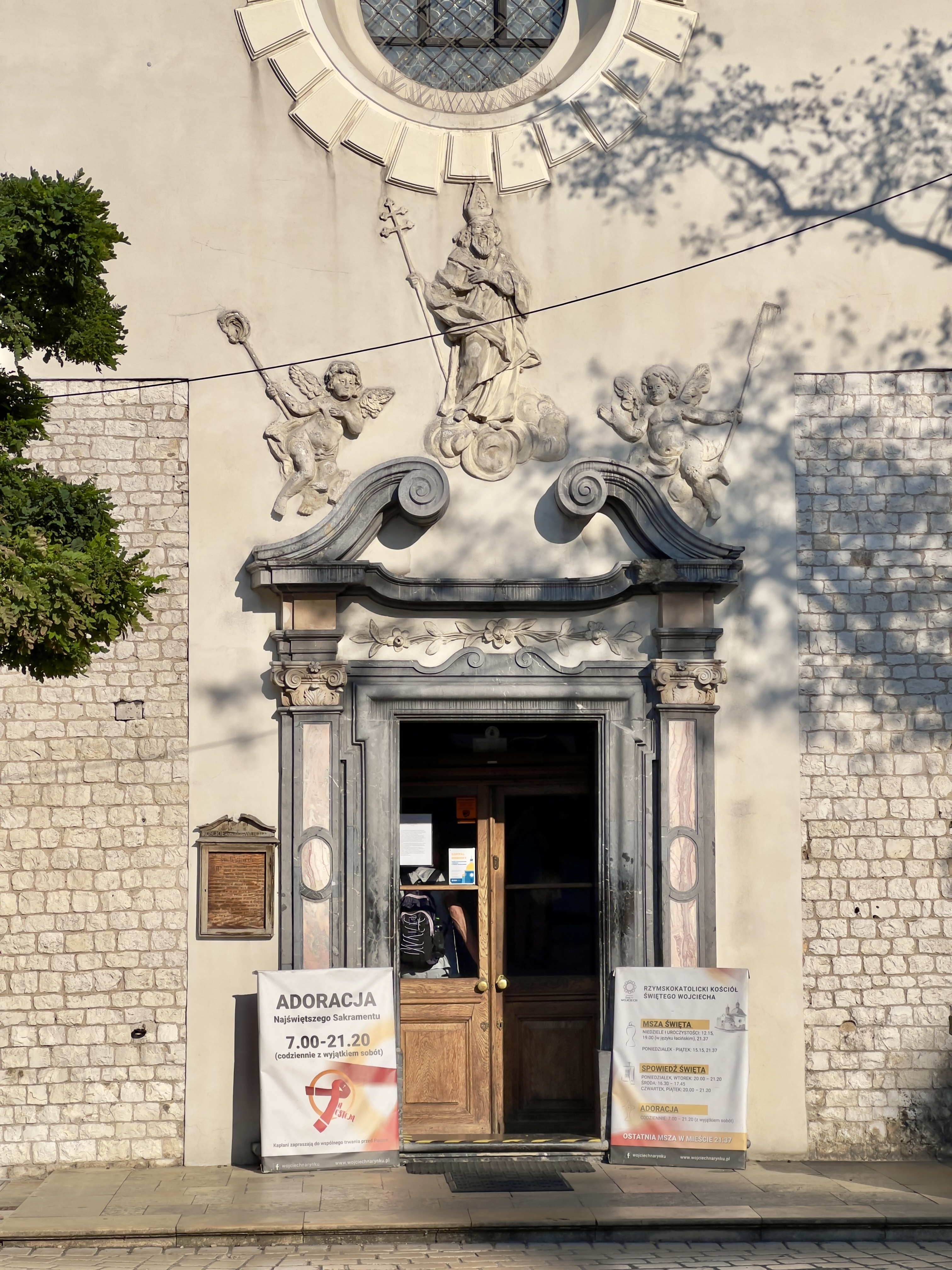
Portal barokowy